# یواس‌اس بتفیش (اس‌اس-۳۱۰)
یواس‌اس بتفیش (اس‌اس-۳۱۰) (به انگلیسی: USS Batfish (SS-310)) یک زیردریایی بود که طول آن ۳۱۱ فوت ۶ اینچ (۹۴٫۹۵ متر) بود. این زیردریایی در سال ۱۹۴۳ ساخته شد.